# Лінкбілдинг
Лінкбілдінг (з англ. «link» — посилання, «building» — будівництво) — один з методів SEO-оптимізації, характеризується як процес нарощування якісної зовнішньої посилальної маси з метою збільшення рейтингу окремої сторінки або сайту у пошукових системах.

## Опис
Лінкбілдінг допомагає збільшувати кількість високоякісних посилань, які вказують на вебсайт, у свою чергу збільшуючи ймовірність високого рейтингу вебсайту в результатах пошукових систем. Ефективний лінкбілдинг сприяє залученню якісного трафіку на сайт з подальшим збільшенням доходів. Будівництво посилань також є перевіреною маркетинговою тактикою для збільшення впізнаваності бренду. Для просування ресурсу в мережі необхідна потужна підтримка з довгостроковою перспективою за допомогою зовнішніх посилань з якісних авторитетних ресурсів. Процес лінкбілдінгу — це дії оптимізатора, які він виконує для будівництва міцної бази посилань.
Види лінкбілдингу

### White hat лінкбілдинг
White hat лінкбілдинг — це використання стратегій, які додають цінності кінцевим користувачам, дотримуються умов надання послуг компанії Google і дають хороші результати, які можна підтримувати протягом тривалого часу. Білі стратегії побудови посилань зосереджені на виробництві високоякісних, а також релевантних посилань на сайт. Ці стратегії широко застосовується власниками вебсайтів, оскільки такі стратегії не тільки корисні та безпечні для довгострокових розробок власних вебсайтів, але й корисні для загального онлайн середовища.

### Black hat лінкбілдинг
Black hat лінкбілдинг — вперше почав використовуватися в ті часи, коли алгоритм Google покладався на вхідні посилання як на показник успіху вебсайту. Компанії використовували ці стратегії для маніпулювання рейтингами вебсайтів, створюючи схеми побудови посилань, такі як створення допоміжних вебсайтів для надсилання посилань на основний сайт. Стратегія чорних капелюхів орієнтована на процес отримання якомога більшої кількості посилань з мінімальними зусиллями.
Алгоритм Google Penguin був створений для усунення такого типу зловживань. У той час Google дав визначення «поганого» посилання: «Будь-які посилання, призначені для маніпулювання рейтингом сайту в результатах пошуку Google, можуть вважатися частиною схеми посилання».
З виходом цього алгоритму важливим вважається не кількість посилань, а їх якість. З тих пір команда вебспаму Google спробувала запобігти маніпуляції результатами пошуку за допомогою створення посилань. Основні бренди, у тому числі BMW, Forbes та багато інших, отримали великі штрафи за свої пошукові рейтинги, використовуючи тактику використання спам і не орієнтованих на користувача стратегій лінкбілдингу.
5 жовтня 2014 року Google запустив оновлений алгоритм Penguin 3.0 для покарання тих сайтів, які використовують чорні тактики побудови неприродних посилань для маніпулювання пошуковими системами. Оновлення торкнулося 0,3 % запитів англійської мови в усьому світі.

## Помилки у лінкбілдингу
- Посилальний вибух і нерівномірна покупка посилань
- Посилання з футера
- Однотипні посилання і одноманітний посилальний профіль
- Посилання з сайтів під санкціями
- Посилання з непроіндексованих сторінок
- Посилання зі сторінок з генерованим контентом, контентом низької якості і низькою унікальністю
- Посилання з сайтів створених на конструкторах
- Посилання з лінкосмітників
- Посилання з сайтів де легко можна отримати зовнішнє посилання (дошки оголошень, каталоги сайтів)
- Автоматичні сервіси з купівлі посилань
- Посилання зі сторінок де вже розміщені зовнішні посилання
- Посилання з сайтів з сумнівною рекламою
- Донор та акцептор не збігаються за тематикою
- Донор та акцептор не збігаються по регіонах